# آئیا ترائودا
آئیا ترائودا (لتونیایی: Aija Terauda) بازیگر، تهیه‌کننده فیلم، و مانکن اهل لتونی است. وی از سال ۲۰۰۷ میلادی تاکنون مشغول فعالیت بوده‌است.

## گزیدهٔ آثار

### سینما
- بانوان زیبا سحرخیزند (۲۰۱۲)
- گانگستر آمریکایی (۲۰۰۷)
- مرد عنکبوتی ۳ (۲۰۰۷)

### تلویزیون
- امپراتوری بوردواک (۲۰۱۰)
- قلب بی باک ایرنا سندلر (۲۰۰۹)